# مسحر (مكيراس)

تعديل مصدري - تعديل

مسحر هي إحدى قرى عزلة مكيراس بمديرية مكيراس التابعة لمحافظة البيضاء، بلغ تعداد سكانها 83 نسمة حسب تعداد اليمن لعام 2004.